# Bryan Behr
Bryan Behr, nome artístico de Bryan William de Souza (Brusque, 20 de maio de 1996), é uma cantor e compositor brasileiro. Bryan Behr foi indicado ao Grammy Latino de Melhor Álbum de Pop Contemporâneo de Língua Portuguesa, em 2023.

## Carreira profissional
Bryan Behr compõe desde os 14 anos de idade. Em 2016, após passar por um momento de depressão, conheceu o cantor e surfista Pedro Schin, que o incentivou a publicar na internet as suas canções.
O artista começou a carreira profissional em 2018, com o  acústico EP “Da Cor do Girassol”, com o qual conseguiu ser premiado como “Melhor EP do Ano”, prêmio este concedido pelo site "Rifferama - O portal da música catarinense".
O prestígio alcançado fez com que ele fosse contratado pela gravadora Universal Music Brasil, em 2019, onde pela qual lançou o “EP 2019”, seu novo trabalho.
Ainda em 2019, Bryan teve mais de 300 mil plays no Spotify e cerca de 25 mil ouvintes por mês na mesma plataforma. Seu maior sucesso de então foi o hit “A vida é boa com Você”, tendo somando mais de 2 milhões de vídeos criados com a sua faixa como trilha sonora.
Em janeiro de 2020, Bryan Behr lançaria “A Vida é Boa”, seu primeiro álbum. No ano seguinte, 2021, Bryan gravaria com Calum Scott, cantor britânico, a canção "Da primeira vez (From the first time)".
Já em 2022, Bryan grava seu primeiro DVD de música; e lança também o seu segundo álbum, “Todas as Coisas do Coração”.
Foi indicado, em 2023, ao Grammy Latino de Melhor Álbum de Pop Contemporâneo de Língua Portuguesa, com o o disco "Bryan Behr ao vivo em São Paulo".
E, em 2024, sua canção "De todos os amores" foi incluída para compor a trilha sonora da telenovela "Família É Tudo", da Rede Globo.

## Vida pessoal
Filho do casal Jefferson Foppa de Souza e Marlene Adriana Back de Souza, Bryan Behr namora atualmente Gabie Fernandes, atriz e influenciadora digital de Santa Catarina.

## Discografia
Fonte:

### Albums de estúdio
| Álbum                           | Detalhes                                                                                           |  |
| A Vida é Boa                    | - Lançamento: 31 de janeiro de 2020 - Formatos: download digital, streaming - Gravadora: Universal |  |
| Simples                         | - Lançamento: 1 de julho de 2020 - Formatos: download digital, streaming - Gravadora: Universal    |  |
| Todas As Coisas do Coração      | - Lançamento: 29 de abril de 2022 - Formatos: download digital, streaming - Gravadora: Universal   |  |
| DEJAVU                          | - Lançamento: 29 de maio de 2024 - Formatos: download digital, streaming - Gravadora: Universal    |  |
| O Tempo Há de Contar - Acústico | - Lançamento: 22 de agosto de 2024 - Formatos: download digital, streaming - Gravadora: Universal  |  |

### Albums ao vivo
| Álbum                             | Detalhes                                                                                               |  |
| Bryan Behr • Ao Vivo em São Paulo | - Lançamento: 19 de agosto de 2022 - Formatos: DVD, download digital, streaming - Gravadora: Universal |  |

### Extended Plays(EPs)
| Álbum                         | Detalhes                                                                                            |  |
| Da Cor do Girassol - Acústico | - - Lançamento: 5 de outubro de 2018 - Formatos: download digital, streaming - Gravadora: Deck Disc |  |
| EP 2019                       | - Lançamento: 9 de agosto de 2019 - Formatos: download digital, streaming - Gravadora: Universal    |  |
| Capítulo 1                    | - Lançamento: 15 de janeiro de 2021 - Formatos: download digital, streaming - Gravadora: Universal  |  |
| Capítulo 2                    | - Lançamento: 5 de novembro de 2021 - Formatos: download digital, streaming - Gravadora: Universal  |  |
| Capítulo 3                    | - Lançamento: 25 de abril de 2022 - Formatos: download digital, streaming - Gravadora: Universal    |  |
| De Todos Os Amores • EP       | - Lançamento: 1 de outubro de 2023 - Formatos: download digital, streaming - Gravadora: Universal   |  |

### Compilações
| Álbum                        | Detalhes                                                                                         |  |
| A Vida É Boa Com Você • 2022 | - Lançamento: 15 de março de 2022 - Formatos: download digital, streaming - Gravadora: Universal |  |

### Singles
| Ano  | Canção                                                    | Álbum/Ep                                 |      |                      |                            |
| ---- | --------------------------------------------------------- | ---------------------------------------- | ---- | -------------------- | -------------------------- |
| Ano  | Canção                                                    | Álbum/Ep                                 | 2020 | "De Todos Os Amores" | Todas As Coisas do Coração |
| 2020 | "O Amor Descansa Na Varanda"                              |                                          |      |                      |                            |
| 2021 | "Nada Vale o Preço"                                       | Todas As Coisas do Coração               |      |                      |                            |
| 2021 | "Agora Eu Tô de Pé"                                       | Todas As Coisas do Coração               |      |                      |                            |
| 2021 | "Travessia"                                               |                                          |      |                      |                            |
| 2021 | "Da Primeira Vez (From The First Time)" (com Calum Scott) | Todas As Coisas do Coração               |      |                      |                            |
| 2021 | "All I Want for Christmas Is You"                         |                                          |      |                      |                            |
| 2022 | "A Vida É Boa Com Você - Versão Nostalgia"                | A Vida É Boa Com Você - Versão Nostalgia |      |                      |                            |
| 2022 | "A Vida É Boa Com Você - Voz E Violão"                    | Simples                                  |      |                      |                            |
| 2022 | "A Vida É Boa Com Você"                                   | A Vida É Boa                             |      |                      |                            |
| 2022 | "Eu Te Amo - Ruxell Remix"                                | Bryan Behr • Remix Pack                  |      |                      |                            |
| 2022 | "De Todos Os Amores" - Dre Guazzeli Remix"                | Bryan Behr • Remix Pack                  |      |                      |                            |
| 2022 | "A Vida É Boa Com Você - Liu Remix"                       | Bryan Behr • Remix Pack                  |      |                      |                            |
| 2023 | "Conversas de Travesseiro - 80's Remix"                   | Conversas de Travesseiro (Deluxe Pack)   |      |                      |                            |
| 2023 | "Conversas de Travesseiro - Radio Remix"                  | Conversas de Travesseiro (Deluxe Pack)   |      |                      |                            |
| 2023 | "Conversas de Travesseiro - Ralk Remix"                   | Conversas de Travesseiro (Deluxe Pack)   |      |                      |                            |
| 2023 | "Conversas de Travesseiro - Vevo Studio"                  | Conversas de Travesseiro (Deluxe Pack)   |      |                      |                            |
| 2023 | "Conversas de Travesseiro - Ao Vivo em São Paulo"         | Conversas de Travesseiro (Deluxe Pack)   |      |                      |                            |
| 2023 | "Conversas de Travesseiro"                                | Todas As Coisas do Coração               |      |                      |                            |
| 2023 | "Pro Dia Nascer Feliz"                                    |                                          |      |                      |                            |
| 2023 | "Exagerado" (com Carol Biazin e Mahmundi)                 |                                          |      |                      |                            |
| 2023 | "Não Vejo A Hora"                                         | DEJAVU                                   |      |                      |                            |
| 2023 | "Taça de Vidro (acústico)" (com Ana Gabriela)             | Acústico Ana Gabriela                    |      |                      |                            |
| 2023 | "Quando Isso Vai Passar?"                                 | DEJAVU                                   |      |                      |                            |
| 2024 | "Beijos de Artifício"                                     | DEJAVU                                   |      |                      |                            |
| 2024 | "Azul" (com Duda Beat)                                    | DEJAVU                                   |      |                      |                            |

## Turnês
- DEJAVU TOUR (2024–presente)[9]

## Filmografia

### Televisão
| Ano  | Título         | Papel     | Notas                   | Ref.   |
| ---- | -------------- | --------- | ----------------------- | ------ |
| 2024 | Família É Tudo | Ele Mesmo | Episódio: "18 de junho" | [ 10 ] |

## Prêmios e indicações
| Ano  | Prêmio                                     | Categoria                                              | Trabalho                        | Resultado | Ref.        |
| ---- | ------------------------------------------ | ------------------------------------------------------ | ------------------------------- | --------- | ----------- |
| 2018 | Rifferama - O Portal da Música Catarinense | Melhor EP do Ano                                       | Da Cor do Girassol              | Venceu    | [ 5 ] [ 1 ] |
| 2023 | Grammy Latino                              | Melhor Álbum de Pop Contemporâneo de Língua Portuguesa | Bryan Behr ao vivo em São Paulo | Indicado  | [ 3 ] [ 6 ] |